# Route nationale 99
Die Route nationale 99, kurz N 99 oder RN 99, war eine französische Nationalstraße.

## Geschichte
Die Straße wurde 1824 in zwei Abschnitten zwischen Montauban und Plan-d’Orgon festgelegt. Sie geht auf die Route impériale 119 zurück. Ihre Gesamtlänge betrug 354,9 Kilometer, davon war der erste Abschnitt 49,5 km, der zweite 305 km lang. 1973 wurde die Nationalstraße komplett abgestuft. Von 1978 bis 2006 gab es in Nizza auf der alten Trasse der Nationalstraße 202 als Verbindung zwischen der Autobahn 8, den Nationalstraßen Nationalstraße 7 und 202 eine weitere als N 99 klassifizierte Straße. Diese war bis 2012 eine Kommunalstraße und ist heute im Rang einer nummernlosen Route métropolitaine.

## Seitenast

### N 99a
Die Route nationale 99A, kurz N 99A oder RN 99A, war ein Seitenast der N 99, welche von 1970 bis 1973 in Nîmes die N 99 verband, nachdem die Nationalstraße 113 im Jahr 1970 auf die Südumgehung von Nîmes verlegt wurde. Die N 99A wurde 1973 zur Departementsstraße 999A abgestuft und um 2000 zu einer Kommunalstraße.